# Willsboro
Willsboro – miasto w Stanach Zjednoczonych, w stanie Nowy Jork, w hrabstwie Essex.